# Vanessa Mai

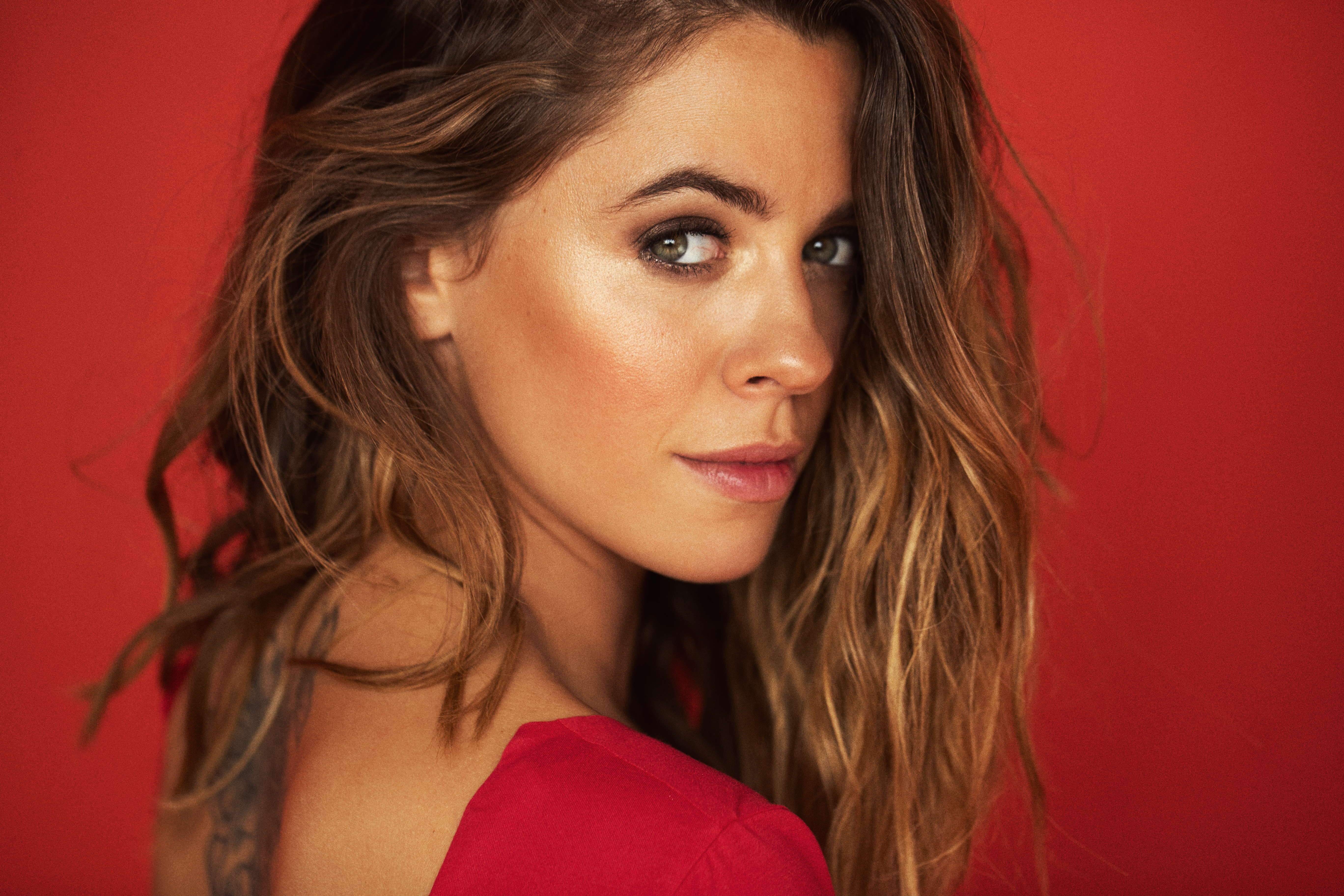
Vanessa Mai (2019)

Vanessa Mai (bürgerlich Vanessa Ferber; * 2. Mai 1992 in Backnang als Vanessa Marija Else Mandekić) ist eine deutsche Sängerin. Sie wurde als Mitglied der Schlagerband Wolkenfrei bekannt und arbeitet seit deren Auflösung als Solosängerin.

## Leben
Vanessa Mai wurde 1992 als Vanessa Marija Else Mandekić in Backnang geboren und wuchs dort auch auf. Gelegentlich begleitete sie ihren Vater, einen kroatischen Musiker, mit dem Tamburin. Mit ihm stand sie bereits im Alter von sieben Jahren auf der Bühne.
Mit zehn Jahren hatte sie erste Gesangsauftritte, unter anderem im Schulmusical Der Zauberer von Oz. 2008 nahm sie im Alter von 15 Jahren bei der Hip-Hop-WM in Las Vegas als Teil der Tanz-Formation Getting Craz’d teil. Diese trat als deutscher Meister an und belegte den letzten Platz. Mai machte den Werkrealschulabschluss. Danach begann sie eine Berufsausbildung als Mediengestalterin.
Seit 2017 ist sie mit ihrem Manager Andreas Ferber (* 1983), dem Stiefsohn von Andrea Berg, verheiratet, mit dem sie seit 2013 liiert ist.

## Musikalische Karriere

### Anfänge mit Wolkenfrei (2012–2015)
Ihren Künstlernamen wählte sie nach ihrem Geburtsmonat. Im Sommer 2012 verließ die damalige Wolkenfrei-Sängerin Heike Wanner aus gesundheitlichen Gründen die Band. Bei einem Konzertbesuch wurde Mai von Wolkenfrei-Mitglied Marc Fischer als Sängerin angeworben. Im Juli 2013 erschien die Debütsingle Jeans, T-Shirt und Freiheit, im Februar 2014 folgte das Debütalbum Endlos verliebt, mit dem sie in allen deutschsprachigen Staaten in die Albumcharts einstiegen. Im April 2015 gaben Marc Fischer und Stefan Kinski ihren Ausstieg aus der Band bekannt. Seitdem wurde das Projekt nur noch durch Mai verkörpert.

### Zweites StudioalbumWachgeküsst(2015)
Mit Wolke 7 erschien im Mai 2015 die erste Singleauskopplung des zweiten Albums. Einen Tag vor der Albumveröffentlichung widmete sich das Deutsche Musik Fernsehen in einem 65-minütigen TV-Spezial Mai und dem Album. Das zweite Studioalbum Wachgeküsst erschien im Juli 2015. In der ARD-Show Die Besten im Sommer von Florian Silbereisen präsentierte Mai ihre Single Wolke 7. Durch die große Fernsehpräsenz erreichte das Album Position sieben der deutschen Albumcharts sowie weitere Platzierungen in Österreich und der Schweiz. Es war Mais erster Top-10-Erfolg. Die Single Wolke 7 erreichte Position 54 in Deutschland und Position 71 in Österreich.
Im September 2015 folgte mit Wachgeküsst die zweite Singleauskopplung aus dem gleichnamigen Album. Drei Wochen später erschien im Oktober 2015 mit Wachgeküsst – Live aus dem Parktheater Augsburg Mais erstes Livealbum. Die letzte Singleauskopplung In all deinen Farben erschien im Dezember 2015. Eine Woche darauf erschien mit Ein Engel in der Weihnachtszeit eine Weihnachtssingle.

### Drittes StudioalbumFür Dich(2016–2017)

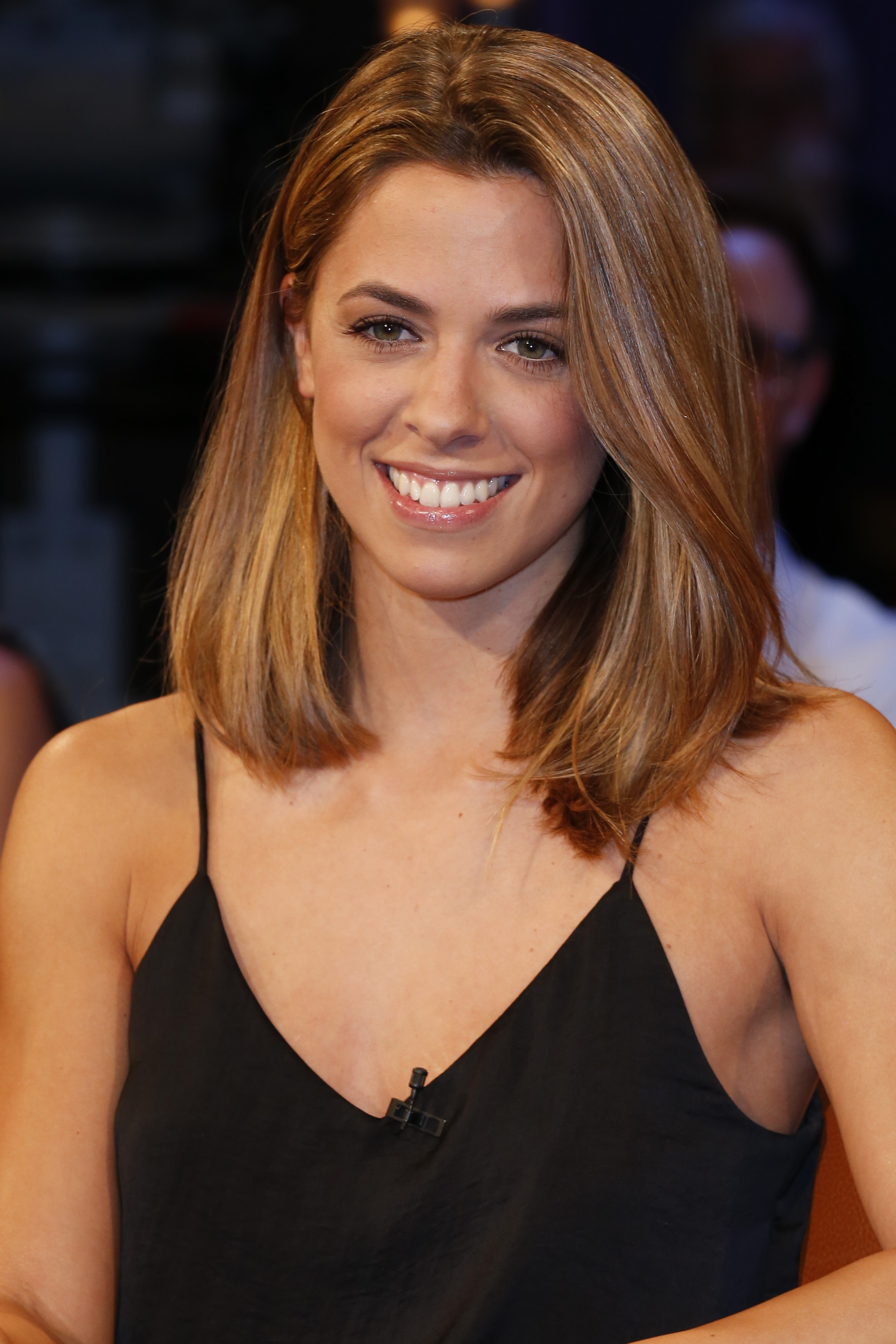
Vanessa Mai (2016)

Im Februar 2016 entschied sich Mai endgültig dazu, den Künstlernamen „Wolkenfrei“ nicht mehr zu verwenden. Mit Ich sterb für dich erschien im selben Monat die erste Auskopplung des kommenden Albums. Als bislang einzige Single erreichte diese im Dezember 2022 Goldstatus in Deutschland und macht es mit 200.000 verkauften Einheiten zu einem der meistverkauften Schlager des Landes der 2010er-Jahre. Von März bis Mai 2016 nahm sie an der Schlager-Veranstaltungsreihe Das Beste der Feste Tour, wo sie an 34 Abenden zusammen mit Ross Antony, Feuerherz, Michelle, DJ Ötzi und Florian Silbereisen auf der Bühne stand.
Im April 2016 erschien ihr drittes Studioalbum mit dem Titel Für Dich, das von Dieter Bohlen produziert wurde. Es folgte ihre erste Solo-Tournee mit 25 Konzerten, die sie von September bis November durch Deutschland, Dänemark und die Schweiz führte. Im Januar 2017 erschien mit Für Dich – Live aus Berlin ein Konzertmitschnitt eines dieser Konzerte aus dem Tempodrom in Berlin. Im Juli 2017 veröffentlichte Mai mit Für Dich – Akustik Best Of ihr erstes Best-of-Album. Die Kompilation erschien allerdings exklusiv über das Einzelhandelsunternehmen Tchibo und war damit nur als Download über deren Homepage sowie in allen bundesweiten Filialen zu erwerben.

### Viertes StudioalbumRegenbogen(2017–2018)

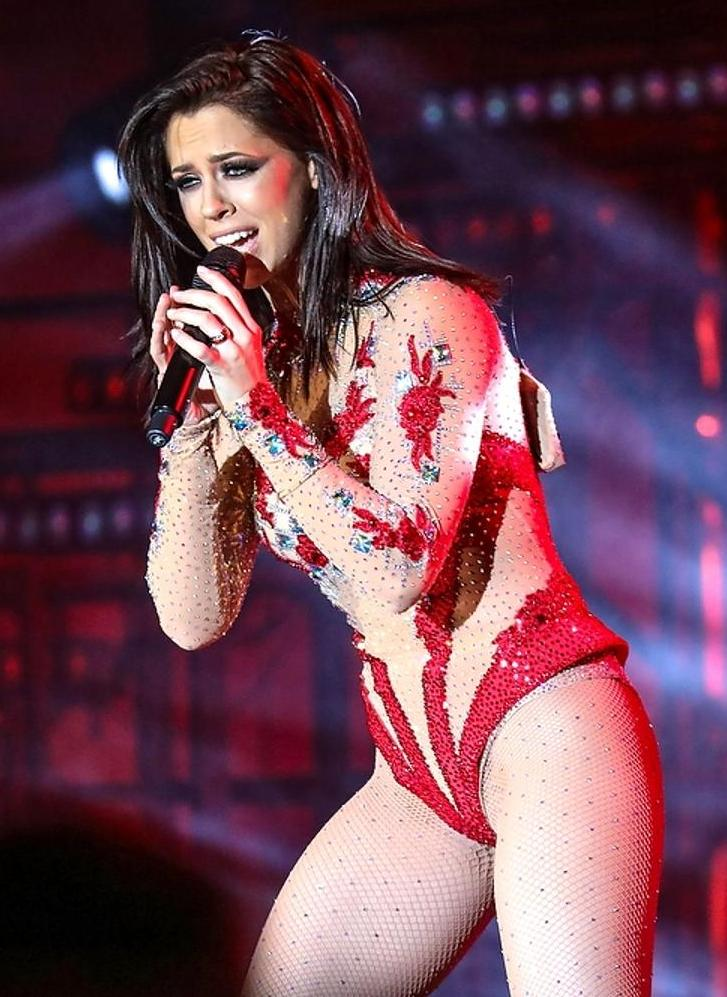
Vanessa Mai (2018)

Mit der Veröffentlichung der ersten Singleauskopplung Und wenn ich träum im April 2017 kündigte Mai ihr viertes Studioalbum an. Im August folgte die zweite Singleauskopplung Nie wieder, bevor eine Woche später das dazugehörige Album Regenbogen erschien. Das Album erreichte die Spitzenposition in Deutschland sowie jeweils Position zwei in Österreich und der Schweiz. Zeitgleich erschien mit Regenbogen Karaoke Party eine Karaoke-DVD, die separat sowie als Teil des Boxsets zu Regenbogen veröffentlicht wurde. Im November desselben Jahres gaben Bohlen und Mai bekannt, ihre musikalische Zusammenarbeit zu beenden. Im April 2018 startete Mai mit ihrer Regenbogen Tour, die von einem Unfall und einer Bombendrohung überschattet wurde.

### Fünftes StudioalbumSchlager(2018)
Im Mai 2018 erschien mit Mein Sommer die erste Promo-Single aus Mais kommendem fünften Studioalbum Schlager. Zwei Wochen später folgte mit Love Song die zweite Promo-Single. Die erste offizielle Singleauskopplung Wir 2 immer 1 erschien im Juli. Hierbei handelt es sich um eine Kollaboration mit dem deutsch-ukrainischen Rapper Olexesh. Die Single erreichte in Deutschland Position 33 der Single Top 100. Im August 2018 erschien Mais fünftes Studioalbum Schlager. Mit Niemals erschien nach über drei Monaten später die zweite offizielle Singleauskopplung aus dem Album. Im Dezember 2018 hatte Mai einen Gastauftritt bei Alan Walker, der während seiner Tour im Münchener Zenith gastierte. Mai übernahm den Gesang bei Walkers Lied Faded.

### Dein Songund sechstes StudioalbumFür immer(2019–2020)
Anfang des Jahres war Mai Teil des KiKA-Songwriting-Wettbewerbs Dein Song, wo Musiker als Paten jugendlichen Songwritern zur Seite stehen. Mai unterstützte dabei die zwölfjährige Raphaela Gouromichou aus Aalen. Im Zuge dieses Formats nahmen die beiden den Titel Ich sehe den Engel in dir auf. Im Finale mussten sich die beiden jedoch Peer Waibel-Fischer und seinem Paten Mike Singer und dem Titel You’ll Never Walk Alone geschlagen geben.
Im Mai 2019 erschien mit Beste Version ihre nächste Single. Im Oktober 2019 folgten zwei weitere Singleauskopplungen, Venedig (Love Is in the Air) und Ja Nein Vielleicht. Hierbei handelt es sich um ein Featuring mit dem deutschen DJ- und Musikproduzenten-Duo Stereoact. Im November 2019 folgte eine kleine Klubtour. Das Repertoire bestand hauptsächlich aus einer musikalischen Mischung aus Elektropop, Pop und Schlager, mit einigen Akustikdarbietungen inmitten der Konzerte.
Im November 2019 erschien mit Hast du jemals die vierte Vorabsingle aus dem kommenden Studioalbum. Das Stück entstand in Kollaboration mit dem deutschen R&B-Sänger Xavier Naidoo. Das dazugehörige Musikvideo zeigt die Hochzeit zwischen Mai und ihrem Ehemann Andreas Ferber. Im Dezember erschien mit Ja Nein Vielleicht (Remixe) eine Remix-EP.
Als fünfte und letzte Vorabsingle erschien im Januar 2020 Spiegel, Spiegel. Das sechste Studioalbum erschien ebenfalls im Januar 2020 mit dem Titel Für immer. Nachdem die beiden Vorgänger die Spitzenposition der deutschen Albumcharts erreicht hatten, belegte die Platte diesmal Platz zwei.
Im Mai 2020 veröffentlichte Mai mit dem deutschen Popsänger Joel Brandenstein das Duett Der Himmel reißt auf. Die Single platzierte sich auf Anhieb auf Position 89 der deutschen Singlecharts. Ebenfalls im Mai 2020 trat Mai mit Highlight (Ti si moja snaga) beim neu initiierten Free European Song Contest an. Bei ihrer Teilnahme vertrat sie Kroatien, das Land, aus dem ihr Vater stammt.
Sie belegte mit 55 Punkten den neunten von 16 Plätzen. Das Stück erschien am Tag des FreeESC als Single. Im Juli 2020 erschien mit Auf anderen Wegen eine Promo-Single, die Mai exklusiv im Rahmen der Amazon Music aufgenommen hatte. Es handelt sich dabei um eine Coverversion des Originals von Andreas Bourani.

### Siebtes StudioalbumMai Taiund Kooperation mit Amazon Music (2020–2021)
Im September 2020 veröffentlichte Mai mit Sommerwind die erste Single aus ihrem kommenden Studioalbum. Ebenfalls im September 2020 folgte die Singleauskopplung Fort von hier sowie Mitternacht (feat. Fourty) im Folgemonat. Ende 2020 startete Mai eine Zusammenarbeit mit Amazon Music, hierbei entstand das Weihnachtslied Zuhause (Christmas Time) (November 2020), die Mini-Dokumentation Zuhause (Eine Mainachtsgeschichte) (November 2020) sowie die Show Staying Home for Christmas mit Vanessa Mai (Dezember 2020). Die Zusammenarbeit mit Amazon Music sorgte unter anderem dafür, das Mai am Tag der Singleveröffentlichung in einem Werbespot am Times Square in New York City zu sehen war.
Im Januar und Februar 2021 folgten mit Leichter und Ruf nicht mehr an weitere Singleauskopplungen des kommenden Albums, die wie ihre Vorgänger ebenfalls die Singlecharts verfehlten. Im März 2021 veröffentlichte Mai schließlich mit Mai Tai ihr siebtes Studioalbum. Im September 2021 erschien mit Ram pam pam (Remix) eine Single, bei der sie die beiden Latin-Pop-Sängerinnen Natti Natasha und Becky G unterstützte.

### Kollaborationen, achtes StudioalbumMetamorphoseund Tour (2021–2022)

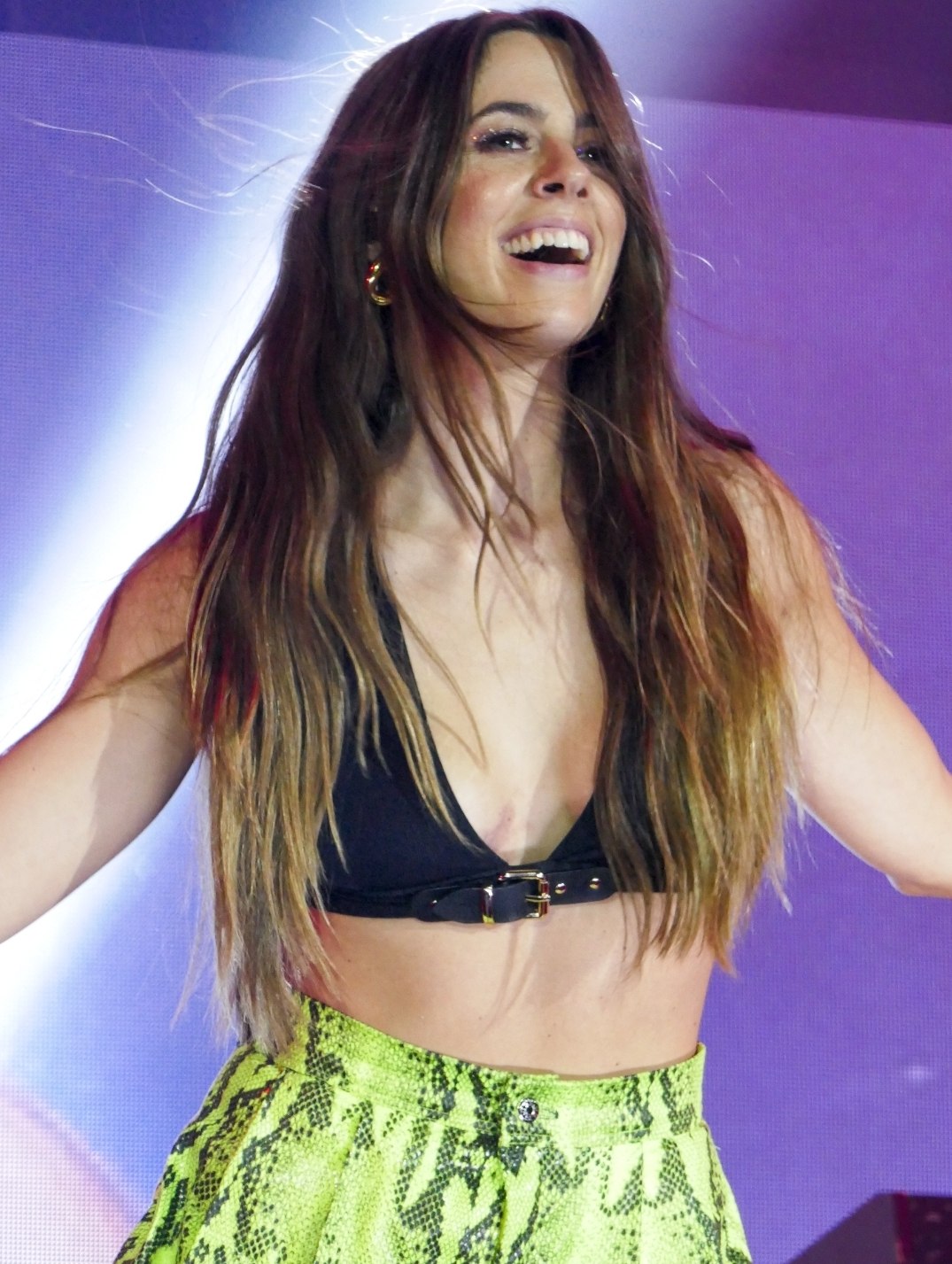
Vanessa Mai in Leipzig (2022)

Nachdem Mai in der Vergangenheit bereits mit einigen Rappern zusammengearbeitet hatte, erschien mit Happy End ein weiteres Stück, bei der sie mit einem Rapper kollaborierte. Bei dem Lied über das Ende einer Liebesbeziehung wurde sie diesmal von Sido unterstützt. Die Single erschien im Oktober 2021. Im November 2021 erschien die Single Als ob du mich liebst, ein Duett mit dem deutschen Popsänger Mike Singer. Das Stück verfehlte die offiziellen Singlecharts, erreichte jedoch Rang zwei in den deutschen Single-Trend-Charts.
Im Februar 2022 erschien mit Melatonin die nächste Single mit einem Rap-Gastbeitrag. Diesmal arbeitete Mai mit dem aus dem Saarland stammenden Rapper ART zusammen. Die Single belegte Rang 31 in den deutschen Singlecharts. Im April 2022 erschien die nächste Kollaboration mit einem Rapper; diesmal veröffentlichte sie mit Civo die Single Schwarze Herzen. Das Lied platzierte sich auf Rang vier der deutschen Single-Trend-Charts. Im Mai 2022 absolvierte Vanessa Mai mit Auftritten in Köln und München den ersten Abschnitt ihrer Für immer Tour. Diese sollte eigentlich schon im Oktober 2020 starten, musste jedoch aufgrund der Covid-19-Pandemie dreimal verschoben werden. Im Juni 2022 erschien mit No Hard Feelings eine Soloveröffentlichung von Mai als Single mit Musikvideo. Im Juli 2022 arbeitete Mai mit ihrer Schwiegermutter Andrea Berg bei dem Schlager Unendlich zusammen, der im Juli 2022 als Single mit Musikvideo erschien. Im August 2022 erschien Mais achtes Studioalbum Metamorphose. Das Album avancierte zum Top-10-Erfolg in Deutschland und Österreich sowie zum Chartalbum in der Schweiz. Im September 2022 absolvierte Mai ihren zweiten Tourabschnitt ihrer Für immer Tour, mit neun weiteren Konzerten in Deutschland. Das Konzert aus dem Musical Dome in Köln erschien im Dezember 2022 als Livealbum.

### Wolkenfrei-Comeback (2023)
Im November 2022 kündigte Mai in der Giovanni Zarrella Show für das kommende Jahr ein „letztes“ Wolkenfrei-Album an, allerdings wird das Projekt weiterhin nur von ihr verkörpert. Anfang Februar 2023 erschien mit Uns gehört die Welt die erste Singleauskopplung des Albums. Das Studioalbum Hotel Tropicana erschien schließlich Ende März 2023. Nachdem das Lied Selfie von heut Nacht zunächst als Videoauskopplung am Tag der Albumveröffentlichung erschien, wurde es im April 2023 als weitere Single ausgekoppelt. Im Juli 2023 erschien mit Hotel Tropicana, dem Namensgeber des Albums, eine dritte Singleauskopplung, bereits Mitte März 2023 erschien es als Promo-Single. Auf der digitalen Single befindet sich unter anderem mit Hotel Tropicana (Miami Havana) eine englische Version des Liedes. Es handelt sich dabei um die erste offizielle englischsprachige Aufnahme von Mai, die auf einem Tonträger erschien.

### Zusammenarbeit mit Summerfield Records und zehntes StudioalbumMatrix(2023–2024)

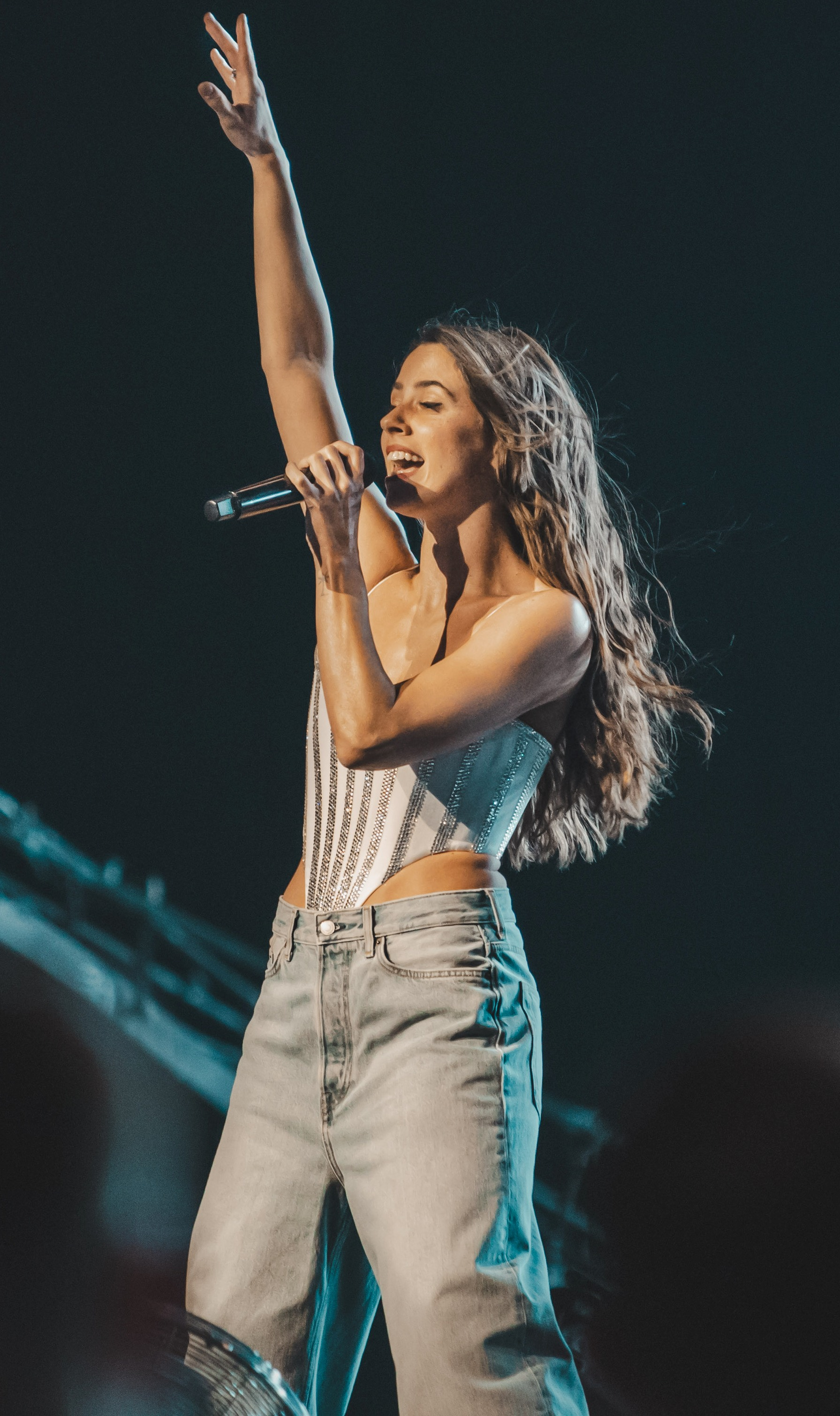
Vanessa Mai (2024)

Im September 2023 startete Mai eine Zusammenarbeit mit dem deutschen Musiklabel Summerfield Records. Hieraus ging die erste Single Igel hervor, bei der Mai Labelgründer Ikke Hüftgold als Gastsängerin unterstützte. Am 20. Oktober 2023 erschien mit Geiles Life ihre erste eigene Veröffentlichung als Single. Es handelt sich dabei um ein Sample zu The Rhythm of the Night von Corona. Mit Oben, einer Hommage an jene, die nicht mehr unter uns seien, folgte am 17. November 2023 die erste Singleauskopplung des kommenden Albums. Am 12. Januar 2024 erschien mit Nicht von dieser Erde die zweite Single, in der Mai über die Befreiung von Selbstzweifeln und dem Drang, sich von den eigenen und fremden Ansprüchen zu lösen, singt. In den Folgemonaten erschienen die Singles Limited Edition (9. Februar 2024), Löwenherz (8. März 2024) sowie Leb den Tag zweimal (22. März 2024). Als sechste und siebte Singleauskopplung erschienen schließlich die Lieder Tragic (Never Let Go) und Pink. Zunächst erschien Tragic (Never Let Go) am 12. April 2024, eine Kollaboration mit dem polnischen Musiker Tribbs sowie letztendlich Pink am 2. Mai 2024, mit dem deutschen DJ-Duo HBz. Am 3. Mai 2024 erschien schließlich Matrix, das zehnte Studioalbum von Vanessa Mai. Wie seine Vorgänger erschien das Album in diversen physischen Ausführungen, die sich durch ihre Merchandise-Beilagen unterscheiden.

### Labelwechsel und elftes Studioalbum (seit 2024)
Anfang September 2024 wurde bekannt, dass Mai nach über zehn Jahren die Zusammenarbeit mit Ariola beendet und zu Warner Music wechselt. Am 6. September erschien bereits mit Himbeerrot (One Kiss) die erste Singleauskopplung beim neuen Label. Mai kehrte hierbei auch, nach zwischenzeitlich zwei veröffentlichten Alben, zu ihren alten Autoren und Produzenten B-Case und Christoph Cronauer zurück und veröffentlichte erstmals seit zwei Jahren wieder einen selbstgeschriebenen Titel. Am 1. November 2024 folgte mit Lobby die nächste Singleauskopplung, bei der auch der ehemalige Autor Daniel Cronauer wieder an der Produktion beteiligt ist. Zwei Wochen später erschien Schneemann, eine deutschsprachige Adaption von Sias Weihnachtslied Snowman. Im gleichen Monat ging Mai auf ihre Zuhause bei Dir Tour, ihre fünfte eigenständige Konzertreihe, die sie zwischen dem 14. November bis 30. November 2024 durch neun deutsche Städte führte.
Die nächsten Singleauskopplungen folgten im Januar 2025 mit Von London nach New York und im April 2025 mit Sorry Sorry. Im Juni 2025 erschien mit 100% verliebt eine weitere Vorabauskopplung aus ihrem kommenden elften Studioalbum.

## Weitere künstlerische Aktivitäten
Im Januar 2015 wurde bekannt, dass Mai das neue Gesicht der Kampagne Mein Herz schlägt Schlager ist. Sie warb für diese Kampagne mit einem Werbespot und nahm das gleichnamige Lied Mein Herz schlägt Schlager auf, das auf einem zum Projekt gehörenden Sampler veröffentlicht wurde.
Von Januar bis Mai 2016 war sie Mitglied der Jury in der 13. Staffel von Deutschland sucht den Superstar. 2017 nahm sie an der zehnten Staffel der Tanzshow Let’s Dance teil und belegte den zweiten Platz. Ende August 2018 hatte Mai einen Gastauftritt in der RTL-Show Freundinnen – Jetzt erst recht. Im November 2019 bezwang sie in der ProSieben-Show Schlag den Star Luna Schweiger und gewann 100.000 Euro.
Im Januar 2020 gab sie ihr Fernsehdebüt als Schauspielerin, als sie neben Axel Prahl eine Hauptrolle im Spielfilm Nur mit Dir zusammen im Ersten spielte. Sie trat im Mai 2020 beim Free European Song Contest an und belegte den neunten Platz. Im September 2020 wirkte sie als Double von Jennifer Lopez in der RTL-Show Big Performance – Wer ist der Star im Star? mit und belegte den vierten von sechs Plätzen.
Seit November 2020 moderiert Mai die Talksendung On Mai Way, die in Kooperation mit dem Südwestrundfunk entsteht und über den YouTube-Kanal von SWR Schlager publiziert wird. In Kooperation mit einem Online-Fitness-Portal vermarktet Mai seit Januar 2021 Fitnessprogramme. Im Oktober 2022 erschien mit Mai Time Is Now eine dreiteilige Dokumentation über sie im Ersten. Einen Monat später veröffentlichte sie ihre Autobiografie I Do It Mai Way.
Im Mai 2023 war Mai zusammen mit Elif und Katja Krasavice auf dem Cover der deutschen Glamour zu sehen.
Im Frühjahr 2024 nahm sie als viertes Mysterium und dem Titel Texas Hold’em (Beyoncé) an der zehnten Staffel von The Masked Singer teil.

## Tourneen
Hauptprogramm
- 09/2016–11/2016: Für Dich Tour
- 04/2018–06/2018: Regenbogen Tour

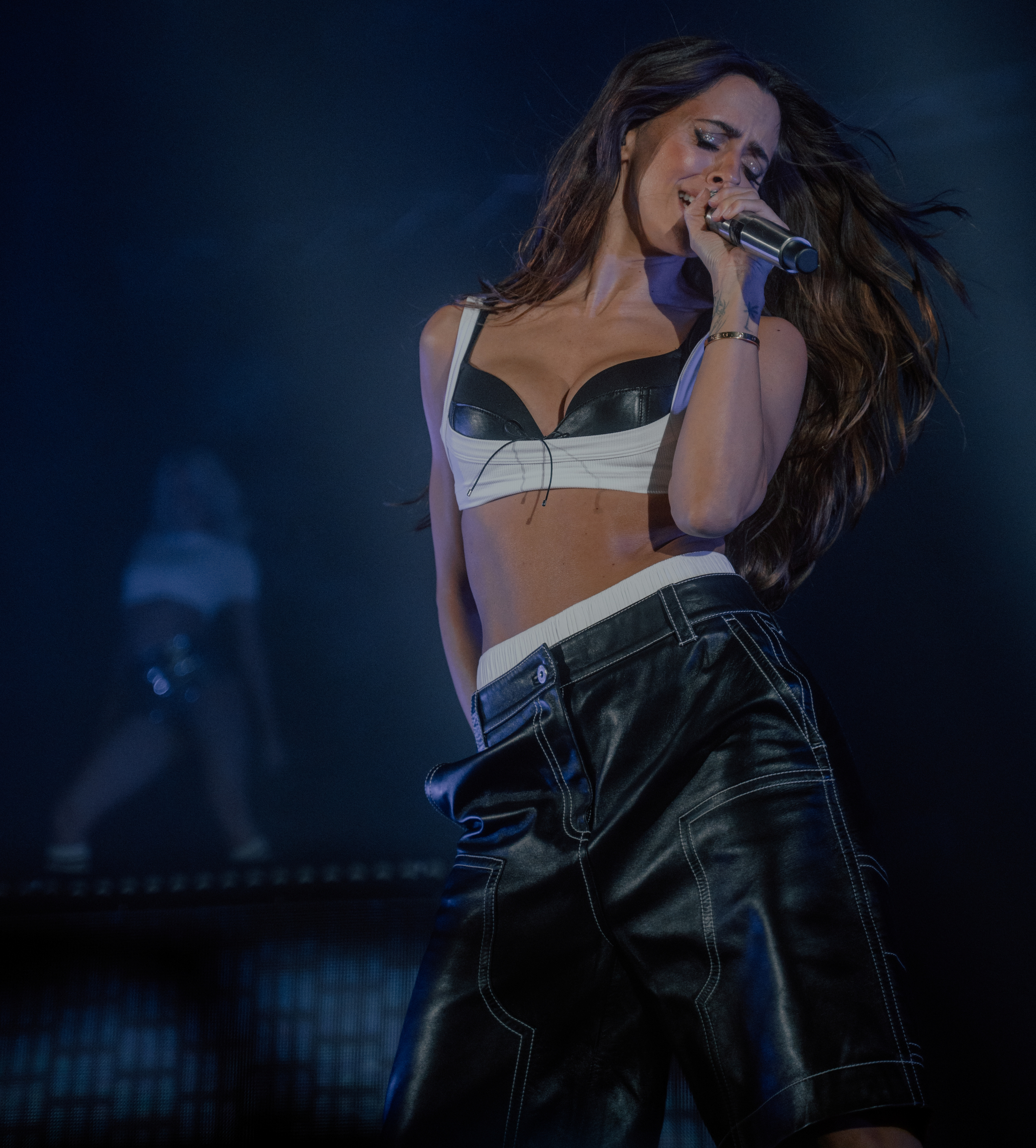
Vanessa Mai auf der Zuhause bei dir Tour in Frankfurt am Main (2024)

- 11/2019–11/2019: Teaser-Clubshow Tour
- 05/2022–09/2022: Für immer Tour
- 11/2024–11/2024: Zuhause bei Dir Tour

Konzertreihen
- 02/2014–03/2014: Die Schlager des Jahres Tour 2014
- 03/2016–05/2016: Das Beste der Feste Tour 2016

Vorprogramm
- 11/2013–01/2014: Endstation Sehnsucht Tour

## Diskografie
Studioalben

| Jahr | Titel Musiklabel              | Höchstplatzierung, Gesamtwochen, AuszeichnungChartplatzierungen (Jahr, Titel, Musiklabel, Platzierungen, Wochen, Auszeichnungen, Anmerkungen, Frontcover) | Höchstplatzierung, Gesamtwochen, AuszeichnungChartplatzierungen (Jahr, Titel, Musiklabel, Platzierungen, Wochen, Auszeichnungen, Anmerkungen, Frontcover) | Höchstplatzierung, Gesamtwochen, AuszeichnungChartplatzierungen (Jahr, Titel, Musiklabel, Platzierungen, Wochen, Auszeichnungen, Anmerkungen, Frontcover) | Anmerkungen                                               | Frontcover |
| Jahr | Titel Musiklabel              | DE | AT | CH | Anmerkungen                                               | Frontcover |
| ---- | ----------------------------- | --- | --- | --- | --------------------------------------------------------- | ---------- |
| 2014 | Endlos verliebt Ariola (Sony) | DE18 Gold · (3 Wo.)DE | AT32 (3 Wo.)AT | CH78 (1 Wo.)CH | Erstveröffentlichung: 7. Februar 2014 Verkäufe: + 100.000 |            |
| 2015 | Wachgeküsst Ariola (Sony)     | DE7 Gold · (33 Wo.)DE | AT6 Gold · (42 Wo.)AT | CH25 (12 Wo.)CH | Erstveröffentlichung: 10. Juli 2015 Verkäufe: + 107.500   |            |
| 2016 | Für Dich Ariola (Sony)        | DE4 ×3Dreifachgold · (55 Wo.)DE | AT4 Gold · (45 Wo.)AT | CH6 (26 Wo.)CH | Erstveröffentlichung: 15. April 2016 Verkäufe: + 307.500  |            |
| 2017 | Regenbogen Ariola (Sony)      | DE1 Gold · (38 Wo.)DE | AT2 (31 Wo.)AT | CH2 (15 Wo.)CH | Erstveröffentlichung: 11. August 2017 Verkäufe: + 100.000 |            |
| 2018 | Schlager Ariola (Sony)        | DE1 (9 Wo.)DE | AT3 (5 Wo.)AT | CH5 (5 Wo.)CH | Erstveröffentlichung: 3. August 2018                      |            |
| 2020 | Für immer Ariola (Sony)       | DE2 (8 Wo.)DE | AT5 (3 Wo.)AT | CH7 (4 Wo.)CH | Erstveröffentlichung: 24. Januar 2020                     |            |
| 2021 | Mai Tai Ariola (Sony)         | DE3 (5 Wo.)DE | AT4 (3 Wo.)AT | CH12 (2 Wo.)CH | Erstveröffentlichung: 26. März 2021                       |            |
| 2022 | Metamorphose Ariola (Sony)    | DE3 (4 Wo.)DE | AT9 (2 Wo.)AT | CH24 (1 Wo.)CH | Erstveröffentlichung: 12. August 2022                     |            |
| 2023 | Hotel Tropicana Ariola (Sony) | DE3 (5 Wo.)DE | AT10 (2 Wo.)AT | CH21 (1 Wo.)CH | Erstveröffentlichung: 31. März 2023                       |            |
| 2024 | Matrix Ariola (Sony)          | DE7 (1 Wo.)DE | AT22 (1 Wo.)AT | CH37 (1 Wo.)CH | Erstveröffentlichung: 3. Mai 2024                         |            |

## Filmografie (Auswahl)
Spielfilme
- 2020: Nur mit Dir zusammen (Das Erste)

Serien
- 2023: Sturm der Liebe (Das Erste, 1 Folge)

Moderation
- 2020–2023: On Mai Way (SWR, 65 Folgen)
- 2020: Staying Home for Christmas (Amazon Music, 1 Folge)[44]

Dokumentationen
- 2015: Wolkenfrei Wolke 7 – Das TV-Spezial (Deutsches Musik Fernsehen, 65 Minuten, Moderation: Ingo Blenn)
- 2016: Vanessa Mai – Mein Herz schlägt Schlager (MDR, 45 Minuten)
- 2020: Zuhause (Eine Mainachtsgeschichte) (Amazon Music, 15 Minuten)[43]
- 2022: Mai Time Is Now (SWR, 3 Folgen)
- 2024: Zuhause 2024 – Das Heimspiel live in Stuttgart (SWR, 1 Folge)

Teilnehmerin
- 2018: Win Your Song (ProSieben, 1 Folge)
- 2019–2024: Joko & Klaas gegen ProSieben (ProSieben, 7 Folgen)
- 2020: Das Duell um die Welt (ProSieben, 1 Folge)
- 2021: Celebrity Hunted (Amazon Prime, 6 Folgen)[107]
- 2024: The Masked Singer (ProSieben, 1 Folge)
- 2024: Chris du das hin? (ProSieben, 1 Folge)
- 2025: Die Promi-Darts-WM (ProSieben, 1 Folge)

## Auszeichnungen
Echo Pop
- 2016: in der Kategorie „Schlager“ für Wachgeküsst (noch als Wolkenfrei)

Die Eins der Besten
- 2017: in der Kategorie „Shooting-Star des Jahres“